# 배승희
배승희(裵承喜, 1982년 6월 15일 ~ )는 대한민국의 변호사다.

## 학력
- 혜원여자고등학교
- 성균관대학교 법학과 학사

## 경력
- BS법률사무소 대표
- 법무법인 태일 파트너 변호사(2015~2017)
- 새누리당 당무위원 겸 중앙선대위 부대변인(2016. 3.)
- 서울중앙지방법원 일반민사사건 소송구조 지정변호사(2015~)
- 서울중앙지방법원 조정위원(2014~)
- 대한변호사협회 청년변호사특별위원회(2012)
- 코레일관광개발 고문변호사(2012)
- 법률사무소 송률 변호사(2012)
- 대치중학교 고문변호사(2012)
- 서울특별시 전월세보증금지원센터 상담위원(2012~)
- 한국가정법률상담소 백인변호사단 상담변호사(2012~)
- 흙수저 희망센터 이사장

## 논란
한국법조인협회는 배승희를 변호사법 위반 혐의로 서울중앙지방검찰청에 고발하였고 검찰에 징계신청권 발동을 요청하였다. 하지만 검찰에 의해 무혐의 처리되었다.

## 가족
- 보수유튜버 청아대 곽준엽